# Férfi kenu kettes 1000 méter az 1956. évi nyári olimpiai játékokon
Az 1956. évi nyári olimpiai játékokon a kajak-kenu férfi kenu kettes 1000 méteres versenyszámát december 1-én rendezték a Wendouree-tó-ban.

## Eredmények
Az időeredmények másodpercben értendők. A rövidítések jelentése a következő:
- Q: továbbjutás helyezés alapján
- DQ: kizárás

### Előfutamok
Az előfutamokból az első négy helyezett a döntőbe jutott, a többiek kiestek.
| Helyezés | Nemzet                                                       | Idő      | Mj       |
| 1. futam | 1. futam                                                     | 1. futam | 1. futam |
| -------- | ------------------------------------------------------------ | -------- | -------- |
| 1.       | Románia (ROU) · Dumitru Alexe · Simion Ismailciuc            | 4:48,1   | Q        |
| 2.       | Szovjetunió (URS) · Pavel Harin · Gracian Botyev             | 4:52,4   | Q        |
| 3.       | Ausztria (AUT) · Otto Schindler · Walter Waldner             | 5:05,9   | Q        |
| 4.       | Dánia (DEN) · Kaj Sylvan · Gerner Christiansen               | 5:07,5   | Q        |
| 5.       | Egyesült Német Csapat (EUA) · Egon Drews · Herbert Kirschner | 5:19,8   |          |
| 2. futam |                                                              |          |          |
| 1.       | Magyarország (HUN) · Wieland Károly · Mohácsi Ferenc         | 5:02,5   | Q        |
| 2.       | Ausztrália (AUS) · William Jones · Thomas Ohman              | 5:04,6   | Q        |
| 3.       | Franciaország (FRA) · Georges Dransart · Marcel Renaud       | 5:07,2   | Q        |
| 4.       | Kanada (CAN) · William Collins · Bert Oldershaw              | 5:08,9   | Q        |
| 5.       | Egyesült Államok (USA) · George Byers · Richard Moran        | 5:16,1   |          |

### Döntő
| Helyezés | Nemzet                                                 | Idő    | Mj |
| -------- | ------------------------------------------------------ | ------ | -- |
| Arany    | Románia (ROU) · Dumitru Alexe · Simion Ismailciuc      | 4:47,4 |    |
| Ezüst    | Szovjetunió (URS) · Pavel Harin · Gracian Botyev       | 4:48,6 |    |
| Bronz    | Magyarország (HUN) · Wieland Károly · Mohácsi Ferenc   | 4:54,3 |    |
| 4.       | Franciaország (FRA) · Georges Dransart · Marcel Renaud | 4:57,7 |    |
| 5.       | Ausztrália (AUS) · William Jones · Thomas Ohman        | 5:03,0 |    |
| 6.       | Ausztria (AUT) · Otto Schindler · Walter Waldner       | 5:04,4 |    |
| 7.       | Kanada (CAN) · William Collins · Bert Oldershaw        | 5:11,0 |    |
|          | Dánia (DEN) · Kaj Sylvan · Gerner Christiansen         |        | DQ |